# Supermarine Sea Lion I
Supermarine Sea Lion I var ett brittiskt sjöflygplan och tillverkades av Supermarine för att delta i 1919 års upplaga av tävlingen om Schneidertrofén. Flygplanet kunde inte delta i tävlingen eftersom den kolliderade med en stock och sjönk.

## Historik
Sea Lion I var Supermarines första flygplan som byggdes för att delta i tävlingen om Schneidertrofén. Flygplanet som konstruerades av F. J. Hargreaves var baserat på spaningsflygplanet Supermarine Baby men utrustad med den mer än dubbelt så starka motorn Napier Lion. Flygplanet som fick registreringsbokstäverna G-EALP och flögs av Basil Hobbs kolliderade med ett flytande föremål (troligen en stock) vid starten från Swanage och flygplanet sjönk efter att det landat i Bournemouth. På grund av dimma bröt de flesta maskiner loppet. Endast en italiensk Savoia S.13 fullföljde de tio varven men diskvalificerades eftersom den missat ett rundningsmärke.
Det dröjde till 1922 innan Supermarine åter ställde upp med en maskin för att tävla om Schneidertrofén. Den något mindre men betydligt framgångsrikare Supermarine Sea Lion II liknade sin föregångare, men var baserad på Supermarine Sea King och designad av Reginald Joseph Mitchell.